# Henning Haeupler
Henning Haeupler (* 3. Dezember 1939 in Einbeck) ist ein deutscher Botaniker.

## Leben
Haeupler absolvierte nach dem Abitur am Scharnhorstgymnasium Hildesheim 1961 zunächst eine Gärtnerlehre und studierte anschließend von 1963 bis 1974 Biologie, insbesondere Geobotanik bei Heinz Ellenberg und Zoologie bei Peter Ax an der Georg-August-Universität Göttingen. Ab 1970 unternahm er mit Reinhold Tüxen Exkursionen für die Pflanzensoziologie in Trockengebiete südlich des Elm. 1974 promovierte er, die Habilitation erfolgte 1982. Von 1967 bis 1982 war er wissenschaftlicher Angestellter am Systematisch-Geobotanischen Institut und von 1972 bis 1981 Naturschutzbeauftragter im Regierungsbezirk Hildesheim.
Von 1982 bis 1983 lehrte er vertretungshalber an der Justus-Liebig-Universität Gießen und entwickelte unter Lore Steubing eine neue Gewässergüteklassifikation mittels Höherer Pflanzen als Bioindikatoren. Von 1989 bis 1997 war er mitverantwortlich im Projekt „Datenbank Gefäßpflanzen“. In den Jahren 1983 bis 2007 leitete er die Arbeitsgruppe Geobotanik am Lehrstuhl für Spezielle Botanik an der Ruhr-Universität Bochum. Am 28. Februar 2007 ging er in den Ruhestand.
Von 1977 bis 2010 war Henning Haeupler zweiter Vorsitzender der Floristisch-Soziologischen Arbeitsgemeinschaft. Zwischen 1989 und 2016 oblag ihm die Organisation des Westfälischen Floristentages in Münster (Jahrestagung der westfälischen Botaniker, übernommen von Fritz Runge).

## Werke
- Gründung der (Göttinger) Floristischen Rundbriefe, Herausgabe 1. – 41. Jahrgang, seitdem Beiratsmitglied
- Atlas der Farn- und Blütenpflanzen der Bundesrepublik Deutschland (1988, 1989)
- Standardliste der Farn- und Blütenpflanzen Deutschlands (1998)
- Bildatlas der Farn- und Blütenpflanzen der Bundesrepublik Deutschland (2000, 2007)
- Verbreitungsatlas der Farn- und Blütenpflanzen in Nordrhein-Westfalen (2003)

Vollständiges Publikationsverzeichnis unter http://www.botanik-bochum.de/mitglieder/HenningHaeupler.htm

## Ehrungen
- Ehrenmitglied des Bochumer Botanischen Vereins, 2009
- 2010 wurde die Pflanzengattung Haeupleria G. H. Loos (mit drei Arten) und die Pflanzenart Lotus haeupleri G. H. Loos zu Ehren Haeuplers benannt.[4]